# Schlacht bei Abbeville
Schlacht um die Niederlande

Maastricht – Mill – Den Haag – Rotterdam – Zeeland – Grebbeberg – Afsluitdijk – Bombardierung von Rotterdam
Invasion von Luxemburg

Schusterlinie
Schlacht um Belgien

Fort Eben-Emael – K-W-Linie – Dyle-Plan – Hannut – Gembloux – Lys
Schlacht um Frankreich

Ardennen – Sedan – Maginot-Linie – Weygand-Linie – Arras – Boulogne – Calais – Dünkirchen (Dynamo – Wormhout) – Abbeville – Lille – Paula – Fall Rot – Aisne – Westalpen – Cycle – Saumur – Lagarde – Aerial – Fall Braun
Die Schlacht bei Abbeville wurde vom 27. Mai bis 4. Juni 1940 zwischen Wehrmachtstruppen und französisch-britischen Panzerverbänden während des Westfeldzugs im Zweiten Weltkrieg ausgetragen. Die deutschen Truppen, die einen Brückenkopf um Abbeville am Unterlauf der Somme besetzt hielten, konnten ihre Stellung halten und dabei über 300 Panzer der Gegner zerstören. Ziel des alliierten Vorstoßes war es, die Verbindung zwischen den südlich der Somme stehenden Hauptkräften der französischen Armee und den bei Dünkirchen stehenden verbündeten Truppen wiederherzustellen und dabei gleichzeitig die zum Kanal vorgedrungenen deutschen Panzerspitzen abzuschneiden.

## Ausgangslage

Lageentwicklung 16. bis 21. Mai 1940

Am 19. Mai wurde General Maxime Weygand Generalstabschef der französischen Armée de terre (französisches Heer). Die deutsche Wehrmacht stand weit vorgerückt kurz vor dem Erreichen des Ärmelkanals, während beträchtliche Teile der französischen Streitkräfte mit der British Expeditionary Force (Britisches Expeditionskorps; BEF) bei Dünkirchen standen. Die Gefahr des Abschneidens dieser nördlichen Truppen war akut.
Weygand widerrief zunächst die Befehle seines Vorgängers Gamelin zu einer Offensive und forcierte stattdessen den Ausbau einer Auffangstellung südlich der Somme, der sogenannten Weygand-Linie. Dieses kostete zwei Tage Zeit, die angesichts des Drucks der Wehrmacht schwer zu verschmerzen waren.
Am 21. Mai fand ein britischer, von einer französischen Panzerdivision unterstützter, aber von Weygand nicht autorisierter Angriff der eingekesselten Truppen bei Arras statt, der keinen Erfolg brachte, bei dem jedoch erhebliche Verluste vor allem an Panzerfahrzeugen zu verzeichnen waren.
Am 22. Mai legte Weygand seinen Plan vor, durch koordinierte Panzerangriffe von Norden und Süden gegen den schmalen deutschen Korridor zum Kanal die deutschen Panzerdivisionen abzuschneiden.
Abbeville war am 21. Mai durch die deutsche 2. Infanterie-Division (mot.) (2. ID) besetzt worden und es war gelungen, einen Brückenkopf auf dem südlichen Ufer der Somme zu bilden und um den Mont Caubert mit PaK und Artillerie zu sichern. Die 57. Infanterie-Division löste während der sich entwickelnden Schlacht die 2. ID (mot.) ab.

### Aufstellung der Truppen

#### Alliierte
Die gerade neu aufgestellte französische 4e division cuirassée, verstärkt durch das 22e régiment d’infanterie coloniale wurde unmittelbar südlich des deutschen Brückenkopfs zwischen der 2e und 5e divisions légères de cavalerie eingesetzt.
Teile der britischen 1st Armoured Division (2nd Armoured Brigade) wurden am 23. Mai in Richtung der Bresle beordert. Die britische 51st (Highland) Division stand noch in Lothringen und konnte erst am 29. bzw. 30. Mai herangeführt werden.

#### Wehrmacht
Die am 28. Mai eingetroffene 57. Infanterie-Division verfügte über ihre volle Stärke von 12.000 Mann. Sie bestand aus dem Infanterie-Regiment 199, das seine Stellung an der Somme zwischen Pont-Rémy und Abbeville hatte, dem Infanterie-Regiment 217 im Zentrum des Brückenkopfes und dem Infanterie-Regiment 179 zwischen Abbeville und Saint-Valery.
Die Infanterie wurde durch 8,8-cm-FlaK Geschütze unterstützt, die besonders im Gefecht mit gepanzerten Fahrzeugen eine überaus hohe Effizienz entwickelten.

### Ziele

#### Alliierte
Dem französischen Oberbefehlshaber ging es darum, die Deutschen aus ihrem Brückenkopf zurückzudrängen, um später eine Verteidigungslinie an der Somme, die Weygand-Linie, errichten zu können. Es war also der Versuch, eine stabile Front zu schaffen; es ging nicht um das Ziel, den Gegner durch direkte Angriffe zu destabilisieren.

#### Wehrmacht
Die Wehrmacht hatte das Ziel, die Flanken ihrer Einheiten zu sichern. Dazu diente der Fluss Somme. Der erreichte Brückenkopf von Abbeville war deswegen nicht von operativer Bedeutung, zumal auch für den Fall Rot (Eroberung Frankreichs im Zuge des Westfeldzugs) die Brücken von Abbeville keine bevorzugte Route für deutsche Truppen sein würden, da deren Schwerpunkt weiter östlich liegen würde.

## Die Schlacht

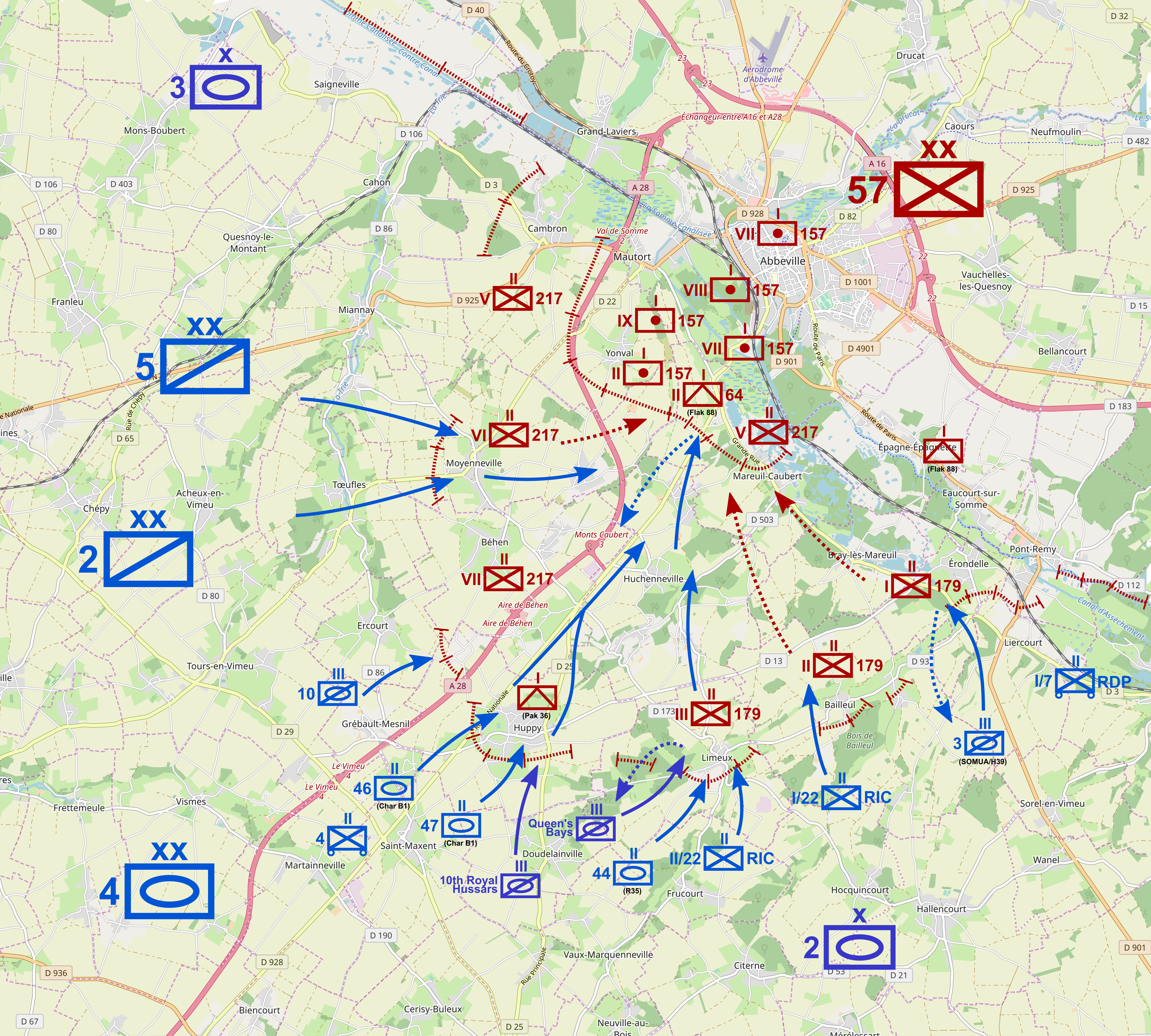
Verlauf der Schlacht

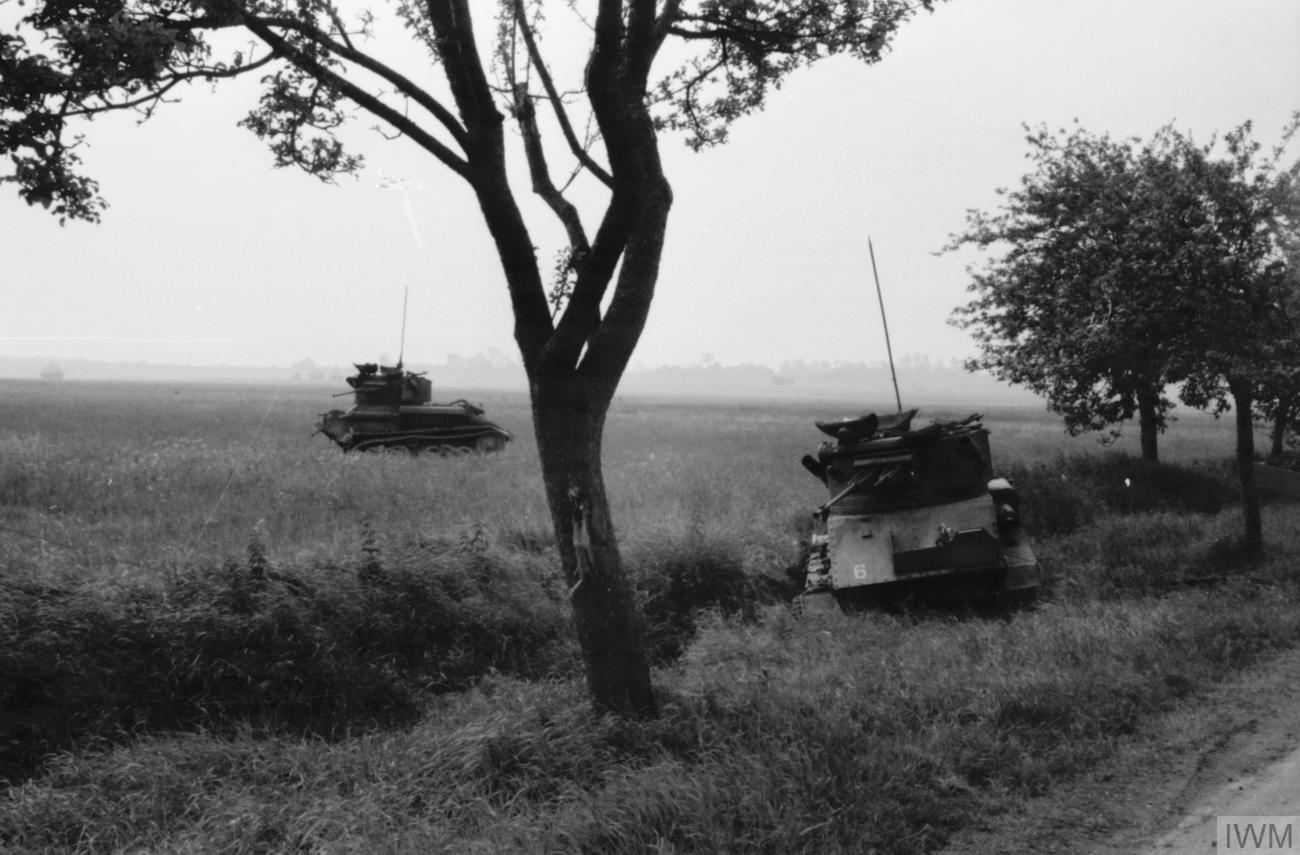
Zwei ausgeschaltete britische Vickers Mk VI an der Straße zwischen Huppy und Saint-Maxent

### 27. Mai
Der Angriff der Alliierten begann um 6:00 Uhr morgens mit einem Feuerüberfall der französischen Artillerie. Die 2e division légère, unterstützt von einer britischen Panzerbrigade, griff auf der rechten Flanke von Hocquincourt, Frucourt und Saint-Maxent, östlich der Route nationale 28 zwischen Blangy und Abbeville, und die 5e division légère von der Bresle bis nördlich von Gamaches an. Die Angriffe brachen im Feuer von 37-mm-Panzerabwehrkanonen aus nächster Nähe bei Caumont und Huppy zusammen.

### 28. Mai
Die französischen Divisionen an der Bresle griffen erneut an, eroberten einige deutsche Vorposten und erreichten die Somme auf beiden Seiten des deutschen Brückenkopfes, scheiterten aber bei der Einnahme von Abbeville und St. Valery. Die 4e division cuirassée traf ein, die zwar noch improvisiert und unvollständig war und zuvor in der Schlacht von Montcornet am 17. Mai schwere Verluste erlitten hatte. Sie war gleichwohl wesentlich schlagkräftiger als die zuvor eingesetzten französischen Kavalleriedivisionen und verfügte über 137 Panzer und 14 Panzerwagen.
Die Division griff am 28. Mai auf beiden Seiten der Straße von Blangy nach Abbeville an, wurde aber von der Panzerabwehr in den Wäldern aufgehalten. Dem französischen Angriff war ein Artillerieschlag vorausgegangen, bei dem etwa 6.000 10,5-cm-Granaten auf Ziele bei Huppy abgefeuert worden waren. Um 17:00 Uhr rückten zwei Panzerbataillone auf die deutschen Stellungen vor und zerstörten die meisten Maschinengewehrnester. Dabei gingen 18 Panzer verloren. Ein deutscher Gegenangriff wurde von einer neuen Welle französischer Panzer überrascht und überrannt, jedoch konnte die französische Infanterie nicht mithalten und die Panzer zogen sich im Laufe der Nacht zurück.
Zu dem Zeitpunkt, als sich die meisten französischen Panzer zurückgezogen hatten, war die französische Infanterie etwa 4,5 km in den Brückenkopf vorgedrungen, mehr als die Hälfte der Strecke bis zu den Somme-Brücken, und hatte etwa zweihundert Gefangene gemacht. Das von den Deutschen gehaltene Gebiet war auf etwa ein Sechstel seiner ursprünglichen Ausdehnung reduziert worden. Der deutsche Artilleriebeschuss wurde aufgrund der Ungewissheit über die Lage der französischen Stellungen eingestellt; auch De Gaulle wusste nichts über das Ausmaß des französischen Vorstoßes und die Verwundbarkeit der Deutschen. Er befahl den Panzereinheiten, sich während der Nacht auszuruhen und neu zu gruppieren, um bei Tagesanbruch (04:00 Uhr morgens) den Vormarsch fortzusetzen. Die Atempause ermöglichte es der deutschen Führung, sich zu erholen und eine neue Verteidigungslinie zu organisieren.

### 29. bis 31. Mai

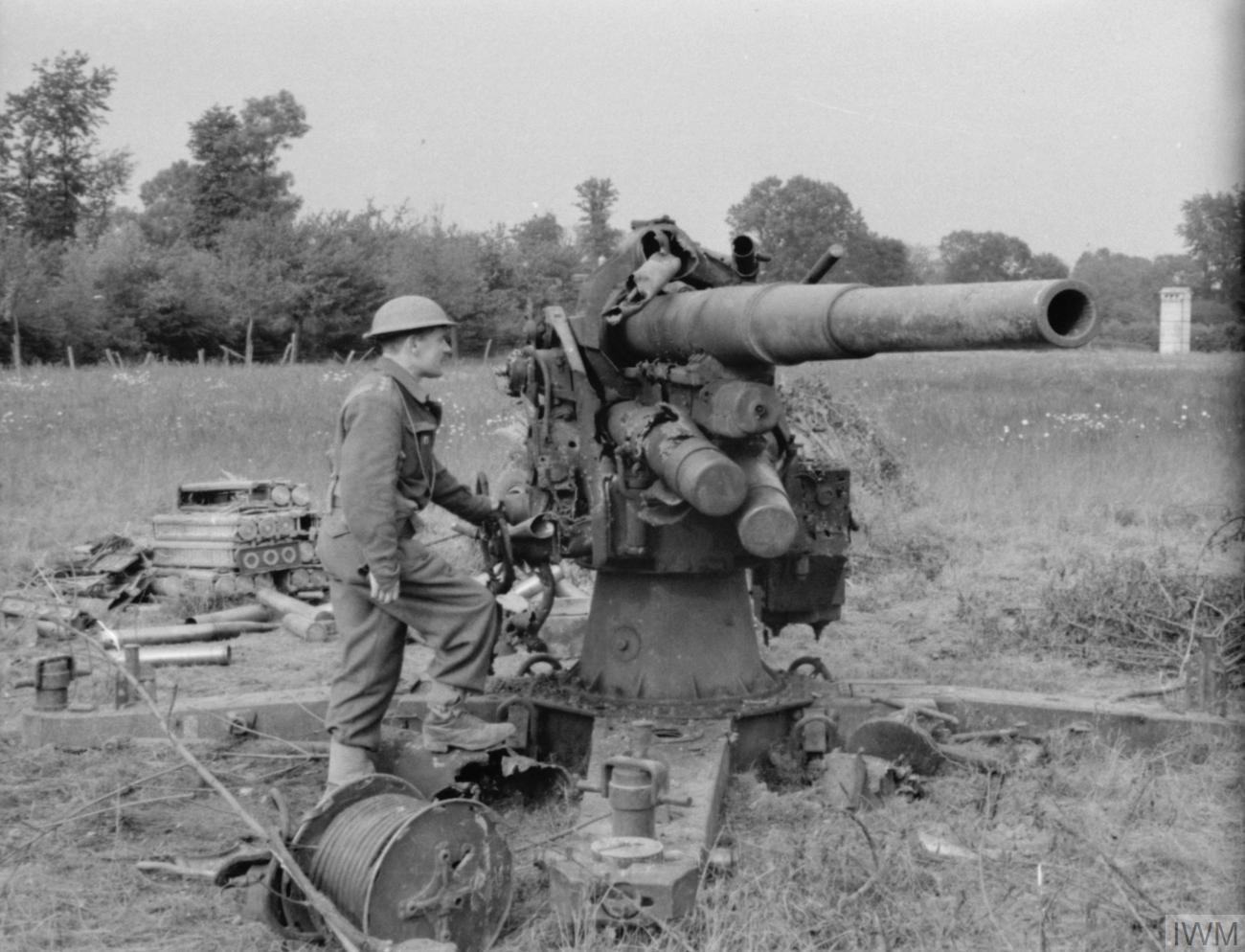
Eine von den Briten erbeutete 8,8-cm-FlaK

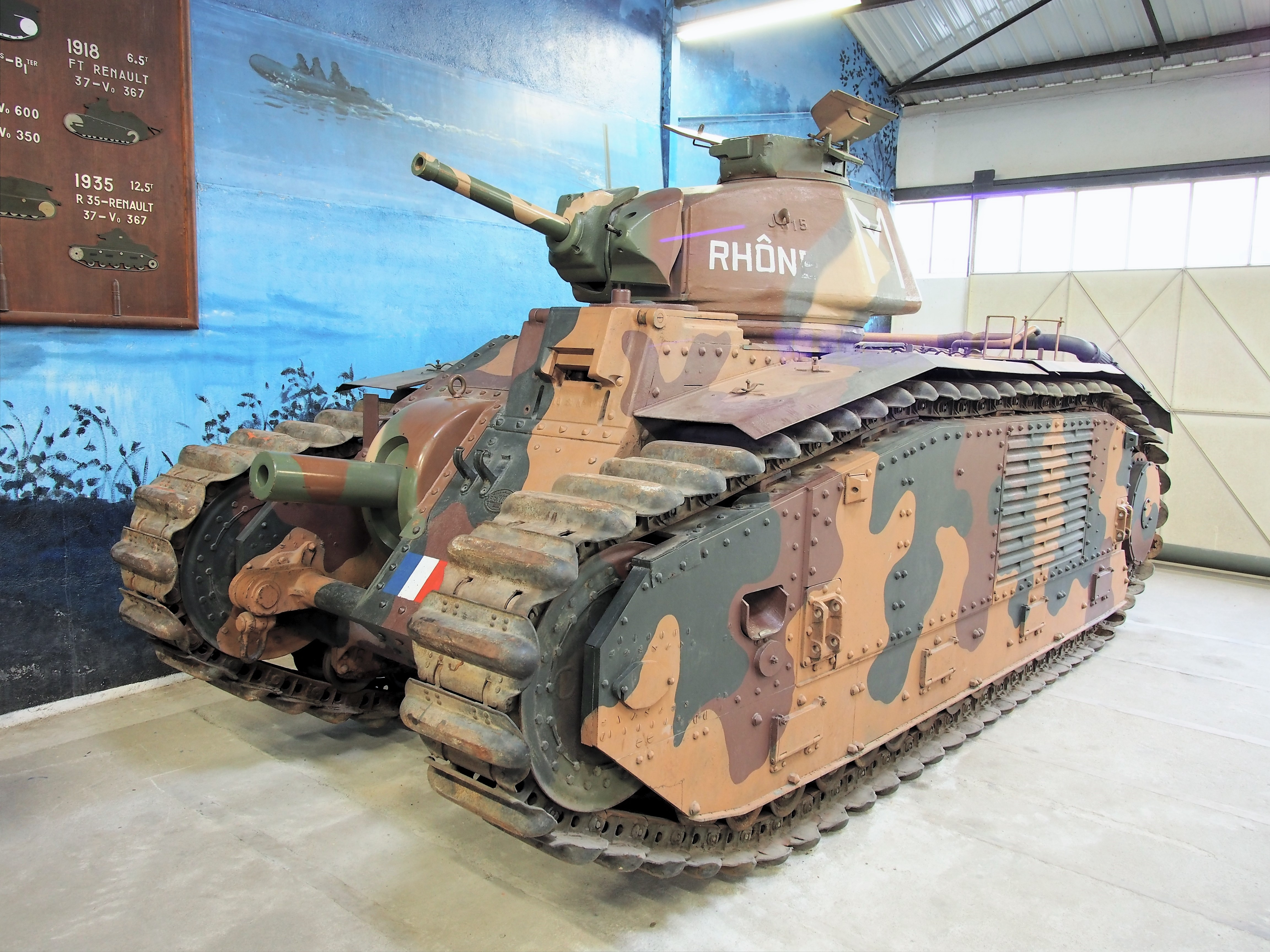
Renault-B1-Panzer

Am 29. Mai griffen die Franzosen mit der 4e division cuirassée, unterstützt von Teilen der 2e division cuirassée und der 5e division cuirassée, erneut an. Aufgrund der Verluste am Vortag konnten weit weniger Panzer eingesetzt werden. Verstärkt wurden sie durch die verbliebenen Panzer der britischen 1st Armoured Division, die der 5e division cuirassée unterstellt waren. Alle diese Einheiten konzentrierten ihren Angriff auf die Stellung Mont Caubert, wo die deutsche Moral noch immer niedrig war. Ein wichtiger Teil der deutschen Verteidigung war die Flak-Abteilung 64, die über etwa sechzehn 8,8-cm-FlaK Geschütze verfügte. Da sich die 37-mm-PaK gegen die schwereren französischen Renault-B1-Panzer als unwirksam erwiesen hatten, wurden sie durch 10,5-cm-Geschütze zur direkten Feuerunterstützung ergänzt. Am frühen Morgen kamen die Renault-B1-Panzer an den unteren westlichen und südlichen Hängen des Mont Caubert gegen geringen Widerstand der deutschen Infanterie gut voran.
Den flachen, gutes Schussfeld bietenden Gipfel des Mont Caubert konnten sie nicht einnehmen. Die B1-Panzer griffen mehrmals an und verbrauchten den größten Teil ihrer Munition. Zwei Kampfwagen gingen verloren, woraufhin sich die Angreifer auf die Hänge zurückzogen.
Gegen 21:00 Uhr waren die Flanken des deutschen Brückenkopfes angeschlagen und die französischen Einheiten konnten mit einem Zangenangriff von Osten und Westen her vorrücken. Die 37-mm-PaK Besatzungen zogen sich vor britischen Panzern zurück und das Gros der Infanterie folgte. Der Rückzug löste Panik unter den Versorgungs- und Transporttruppen im Brückenkopf aus, die über die Somme-Brücke nach Abbeville flohen.
Der französische Vormarsch konnte durch Heranführung von Wehrmachtseinheiten der 2. ID (mot.) gestoppt werden. Noch immer bildeten auf dem Mont Caubert 8,8-cm-Geschütze eine Sperre. Deutsche Gegenangriffe fanden südlich des Mont Caubert statt, blieben ohne Geländegewinn, sorgten aber für eine Stabilisierung der Lage. Weitere deutsche Gegenangriffe westlich bei Cambron wurden so bedrohlich, dass französische Kavalleriepanzer von der Ost- auf die Westseite des Brückenkopfes verlegt wurden, um sie abzuwehren.
Dass es den Franzosen trotz einiger Erfolge nicht gelang, an diesen entscheidenden Tagen den Brückenkopf vollständig zu beseitigen, lag an der Ermüdung der seit Beginn des deutschen Einmarsches praktisch ständig im Einsatz befindlichen Truppen, den Panzerverlusten und dem von De Gaulle vermittelten falschen Eindruck, die Schlacht sei bereits gewonnen. Die Franzosen hatten etwa die Hälfte des Brückenkopfes und mehr als zwei Bataillone der 57. ID überrannt, den Wehrmachtsverbänden schwere Verluste zugefügt und etwa 200 Gefangene gemacht. Gleichwohl konnte sich die deutsche Infanterie wieder sammeln und ihre Stellungen praktisch ohne Gegenwehr wieder besetzen.
Die französische Offensive endete am 30. Mai. Die Franzosen hatten in drei Tagen 105 Panzer verloren.

### 1. bis 3. Juni
Weygand gab die Gegenoffensive nach Norden über die Somme und die Aisne am 1. Juni auf, wollte aber die Angriffe auf die deutschen Brückenköpfe südlich der Somme als Abwehrmaßnahme gegen die erwartete deutsche Offensive gegen Paris fortsetzen. Das Oberkommando nahm eilig Umgruppierungen vor, um die Kräfte für einen Angriff am 4. Juni neu zu formieren. Die britische 51st (Highland) Division war von Osten herangeführt worden; sie löste zwei der französischen Divisionen bei Abbeville ab, ohne dass die Kampfhandlungen wieder aufflammten.

### 4. Juni

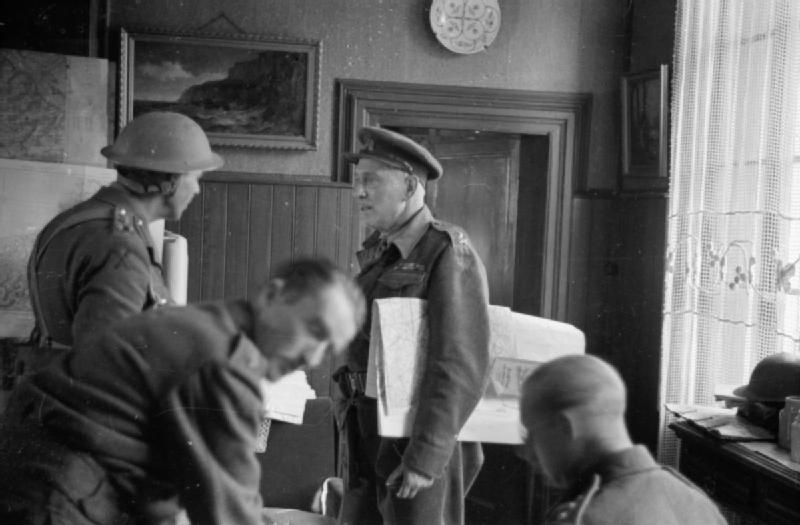
Der britische General Victor Fortune (einige Tage nach der Schlacht bei Abbeville)

Ohne ausreichende Vorbereitung sollte unter dem Kommando des britischen Generals Victor Fortune um 03:00 Uhr nachts ein erneuter Angriff die Deutschen vom Südufer der Somme vertreiben.
Nach artilleristischer Vorbereitung und anfänglichen Erfolgen der Infanterie blieben die alliierten Panzer in Minenfeldern und dem Feuer der deutschen PaK liegen. Nur wenige Kampfwagen erreichten den Fuß des Mont Caubert und Mesnil-Trois-Foetus/Moyenneville. Durch schweres Abwehrfeuer wurden sie zurückgeschlagen. Nur sechs der 30 schweren Panzer und 60 der 120 leichten Panzer kehrten an den Ausgangspunkt zurück.
Ein Angriff im Osten, südlich von Caubert, scheiterte an gut eingegrabenen deutschen Maschinengewehrnestern, obwohl zwei Züge Infanterie in Caubert eindringen konnten, die aber abgeschnitten wurden. Die Verluste betrugen hier 563 Mann. Auch auf der linken, westlichen Seite wurde ein Angriff schnell von deutschen Truppen gestoppt, die sich in den Wäldern westlich von Mesnil-Trois-Foetus verschanzt hatten.

## Folgen und Fazit
Obwohl der deutsche Brückenkopf stark eingedrückt und stellenweise überrannt wurde, konnte er von der Wehrmacht behauptet werden. Eine wesentliche Entlastung der eingeschlossenen alliierten Truppen im Norden wurde nicht erreicht.
Dünkirchen fiel am 4. Juni, wobei die Entscheidung der Briten zur Evakuierung der BEF schon zehn Tage zuvor gefallen war. Mit Blick auf die Kapitulation Frankreichs am 22. Juni war die Schlacht nur eine Episode.